# 1468 w polityce

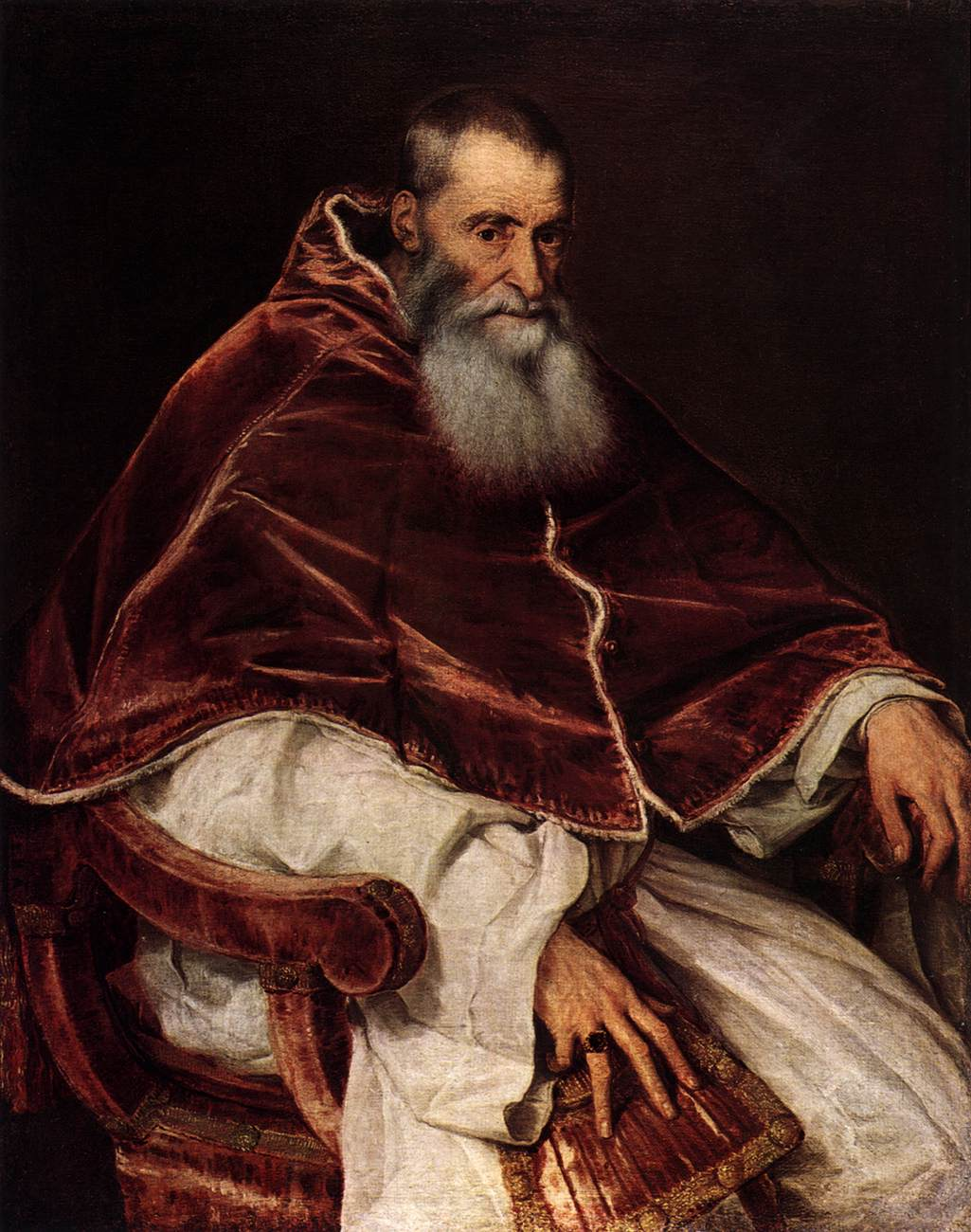
Tycjan, Portret papieża Pawła III

Wydarzenia polityczne w 1468 roku.

## Wydarzenia
- Załoga zamku Harlech poddaje się królowi angielskiemu Edwardowi IV Yorkowi po siedmiu latach oblężenia[1].

## Urodzili się
- 29 lutego[2] Alessandro Farnese, późniejszy papież Paweł III[3][4].
- 27 kwietnia Fryderyk, syn króla Polski Kazimierza Jagiellończyka i jego żony Elżbiety Rakuszanki, kardynał (zm. 1503).

## Zmarli
- 11 stycznia Gjergj Kastrioti Skënderbeu (Jerzy Kastriota), znany jako Skanderbeg, albański przywódca[5][6].
- 26 września Juan Torquemada, stryj inkwizytora Tomasa de Torquemada, kardynał, dominikanin[7].
- 7 października Sigismondo Pandolfo Malatesta, zwany Wilkiem z Rimini, włoski kondotier[8].